# Campeonato Mundial de Natação em Piscina Curta de 2021 - 200 m peito feminino
A prova dos 200 metros nado peito feminino do Campeonato Mundial de Natação em Piscina Curta de 2021 foi disputado no dia 21 de dezembro de 2021, na Etihad Arena, em Abu Dhabi, nos Emirados Árabes Unidos.

## Recordes
Antes desta competição, os recordes mundiais e do campeonato nesta prova eram os seguintes:
|                       | Nome                  | Nacionalidade  | Tempo   | Local      | Data                   |
| --------------------- | --------------------- | -------------- | ------- | ---------- | ---------------------- |
| Recorde mundial       | Rebecca Soni          | Estados Unidos | 2:14.57 | Manchester | 18 de dezembro de 2009 |
| Recorde do campeonato | Rikke Møller Pedersen | Dinamarca      | 2:16.08 | Istambul   | 16 de dezembro de 2012 |

## Medalhistas
| Ouro                 | Prata              | Bronze              |
| Emily Escobedo (USA) | Evgeniia Chikunova | Molly Renshaw (GBR) |

## Resultados

### Eliminatórias
As eliminatórias ocorreram dia 21 de dezembro com um total de 34 nadadoras.
| Colocação | Bateria | Raia | Nadadora               | Nacionalidade              | Tempo   | Notas |
| --------- | ------- | ---- | ---------------------- | -------------------------- | ------- | ----- |
| 1         | 3       | 4    | Evgeniia Chikunova     | Federação Russa de Natação | 2:19.56 | Q     |
| 2         | 3       | 6    | Sophie Hansson         | Suécia                     | 2:20.31 | Q     |
| 3         | 2       | 4    | Molly Renshaw          | Reino Unido                | 2:20.33 | Q     |
| 4         | 2       | 5    | Francesca Fangio       | Itália                     | 2:20.53 | Q     |
| 5         | 4       | 4    | Emily Escobedo         | Estados Unidos             | 2:21.30 | Q     |
| 6         | 4       | 2    | Tessa Cieplucha        | Canadá                     | 2:21.35 | Q     |
| 7         | 3       | 9    | Mona McSharry          | Irlanda                    | 2:21.59 | Q,    |
| 7         | 4       | 3    | Kristýna Horská        | Chéquia                    | 2:21.59 | Q     |
| 9         | 4       | 5    | Maria Temnikova        | Federação Russa de Natação | 2:21.88 |       |
| 10        | 3       | 2    | Emelie Fast            | Suécia                     | 2:22.02 |       |
| 11        | 2       | 3    | Kotryna Teterevkova    | Lituânia                   | 2:22.11 |       |
| 12        | 2       | 0    | Tang Qianting          | China                      | 2:22.15 |       |
| 13        | 4       | 9    | Melanie Margalis       | Estados Unidos             | 2:22.57 |       |
| 14        | 2       | 7    | Niamh Coyne            | Irlanda                    | 2:23.03 |       |
| 15        | 2       | 8    | Eszter Békési          | Hungria                    | 2:23.06 |       |
| 16        | 2       | 6    | Lisa Mamie             | Suíça                      | 2:23.38 |       |
| 17        | 3       | 5    | Anastasia Gorbenko     | Israel                     | 2:23.44 |       |
| 18        | 3       | 0    | Martina Barbeito       | Argentina                  | 2:24.70 |       |
| 19        | 2       | 9    | Justine Delmas         | França                     | 2:25.06 |       |
| 20        | 3       | 8    | Lena Kreundl           | Áustria                    | 2:25.22 |       |
| 21        | 4       | 0    | Ana Blažević           | Croácia                    | 2:25.30 |       |
| 22        | 2       | 2    | Eneli Jefimova         | Estónia                    | 2:25.32 |       |
| 23        | 4       | 7    | Pamela Alencar         | Brasil                     | 2:25.98 |       |
| 24        | 4       | 6    | Tjasa Vozel            | Eslovênia                  | 2:26.02 |       |
| 25        | 1       | 4    | Melissa Rodríguez      | México                     | 2:26.22 |       |
| 26        | 1       | 5    | Anastasia Basisto      | Moldávia                   | 2:26.41 | Q     |
| 27        | 2       | 1    | Back Su-yeon           | Coreia do Sul              | 2:26.46 |       |
| 28        | 4       | 8    | Victoria Kaminskaya    | Portugal                   | 2:27.89 |       |
| 29        | 1       | 3    | Phiangkhwan Pawapotako | Tailândia                  | 2:28.19 | Q     |
| 30        | 3       | 7    | Laura Lahtinen         | Finlândia                  | 2:28.20 |       |
| 31        | 1       | 2    | Nàdia Tudó             | Andorra                    | 2:30.40 |       |
| 32        | 1       | 6    | Lam Hoi Kiu            | Hong Kong                  | 2:31.43 |       |
| 33        | 1       | 7    | Krista Jurado          | Guatemala                  | 2:36.40 | Q     |
| 34        | 1       | 8    | Tessa Ip Hen Cheung    | Ilhas Maurícias            | 2:43.81 |       |
| 35        | 1       | 1    | Emilie Grand'Pierre    | Haiti                      | DNS     |       |
| 35        | 3       | 1    | Andrea Podmaníková     | Eslováquia                 | DNS     |       |
| 35        | 3       | 3    | Jessica Vall           | Espanha                    | DNS     |       |
| 35        | 4       | 1    | Nikoleta Trníková      | Eslováquia                 | DNS     |       |

### Final
A final foi realizada em 21 de dezembro.
| Colocação         | Raia | Nadadora           | Nacionalidade              | Tempo   | Notas            |
| ----------------- | ---- | ------------------ | -------------------------- | ------- | ---------------- |
| Medalha de ouro   | 2    | Emily Escobedo     | Estados Unidos             | 2:17.85 |                  |
| Medalha de prata  | 4    | Evgeniia Chikunova | Federação Russa de Natação | 2:17.88 |                  |
| Medalha de bronze | 3    | Molly Renshaw      | Reino Unido                | 2:17.96 |                  |
| 4                 | 5    | Sophie Hansson     | Suécia                     | 2:18.13 | Recorde nacional |
| 5                 | 6    | Francesca Fangio   | Itália                     | 2:19.77 |                  |
| 6                 | 7    | Tessa Cieplucha    | Canadá                     | 2:19.99 |                  |
| 7                 | 1    | Mona McSharry      | Irlanda                    | 2:20.19 | Recorde nacional |
| 8                 | 8    | Kristýna Horská    | Chéquia                    | 2:20.70 |                  |

Legenda
| Recorde mundial       | Recorde mundial (World record)               |                       | Recorde africano                      | Recorde africano (African) |                                           | Q | Classificado por posição (Qualified) |
| Recorde do campeonato | Recorde do campeonato (Championship record)  | Recorde da América    | Recorde da América (Americas)         | q                          | Classificado por melhor tempo (Qualified) |   |                                      |
| Melhor marca do ano   | Melhor marca do ano (World leading)          | Recorde asiático      | Recorde asiático (Asian)              | DNS                        | Não largou (Did not start)                |   |                                      |
| Recorde nacional      | Recorde nacional (National record)           | Recorde europeu       | Recorde europeu (European)            | DNF                        | Não terminou (Did not finish)             |   |                                      |
| Recorde pessoal       | Recorde pessoal do atleta (Personal best)    | Recorde da Oceania    | Recorde da Oceania (Oceania)          | DSQ / DQ                   | Desclassificado (Disqualified)            |   |                                      |
| Recorde da temporada  | Recorde da temporada do atleta (Season best) | Recorde sul-americano | Recorde sul-americano (South America) | NM                         | Sem marca (No mark)                       |   |                                      |